# Khadija Chérif
Khadija Chérif (arabe : خديجة الشريف), née Khadija Ben Mahmoud en 1950 à La Marsa, est une sociologue et féministe tunisienne.
Universitaire, elle est militante des droits de l'homme et des droits des femmes, notamment au sein de la Ligue tunisienne des droits de l'homme et de l'Association tunisienne des femmes démocrates. Elle est désignée ministre de la Femme, de la Famille et de l'Enfance début 2015, mais n'entre finalement pas en fonction car une recomposition du gouvernement est obtenue par le parti islamiste Ennahdha.

## Biographie
Elle naît en 1950 à La Marsa,.
Universitaire, enseignante en sociologie, elle est aussi militante des droits de l'homme et des droits des femmes, active depuis 1982 à la Ligue tunisienne des droits de l'homme, ce qui lui vaut quelquefois d'être agressée sous le régime de Zine el-Abidine Ben Ali,, ou d'être soumise à des écoutes, des filatures, des convocations à répétition et des confiscations de passeports.
Elle est aussi durant deux mandats l'une des présidentes emblématiques de l'Association tunisienne des femmes démocrates dans les années 2000,,. Dans les années 2010, elle devient secrétaire générale de la Fédération internationale pour les droits humains, bras droit de la présidente, une autre Tunisienne, Souhayr Belhassen. À ce titre, elle défend différentes causes dont celle de Jabeur Mejri, arrêté pour des caricatures jugées blasphématoires.
En janvier 2015, elle est désignée ministre de la Femme, de la Famille et de l'Enfance mais la composition de ce gouvernement est revue début février avant d'obtenir une majorité à l'Assemblée des représentants du peuple issue des élections du 23 octobre 2014. Dans la nouvelle composition, où elle ne figure plus, le parti islamiste Ennahdha figure en bonne place, après avoir été le grand absent de la première équipe annoncée par le chef du gouvernement Habib Essid.

## Distinctions
- 2015 : commandeur de l'Ordre de la République tunisienne[10]